# Alexander Ritschard
Alexander Ritschard (* 24. März 1994 in Zürich, Schweiz) ist ein schweizerisch-US-amerikanischer Tennisspieler.

## Karriere
Alexander Ritschard spielt hauptsächlich auf der ITF Future Tour, konnte jedoch bislang noch keinen Titel gewinnen. Er stand bisher einmal im Final eines Future-Turniers, im Juni 2013 beim F7-Future im deutschen Römerberg, wo er den Final gegen Pierre-Hugues Herbert in zwei Sätzen mit 4:6 und 4:6 verlor.
Bei den Crédit Agricole Suisse Open Gstaad 2013 erhielt er erstmals eine Wildcard für ein Turnier der ATP Tour. Im Doppelbewerb spielte er an der Seite von Alexander Sadecky und traf in der ersten Runde auf das Duo Dustin Brown und Paul Hanley. Sie verloren ihr Auftaktspiel, trotz deutlich gewonnenem Startsatz mit 6:1, am Ende mit 6:1, 6:7 (4:7) und [5:10].
Ab April 2018 trat Ritschard für die Vereinigten Staaten an, seit 2022 wieder für die Schweiz.

## Erfolge
| Legende (Anzahl der Siege) |
| Grand Slam                 |
| ATP Finals                 |
| ATP Tour Masters 1000      |
| ATP Tour 500               |
| ATP Tour 250               |
| ATP Challenger Tour (4)    |

### Einzel

#### Turniersiege
| Nr. | Datum              | Turnier  | Belag         | Finalgegner       | Ergebnis        |
| --- | ------------------ | -------- | ------------- | ----------------- | --------------- |
| 1.  | 23. Oktober 2022   | Hamburg  | Hartplatz (i) | Henri Laaksonen   | 7:5, 6:5 aufgg. |
| 2.  | 28. April 2024     | Savannah | Sand          | Andrés Andrade    | 6:2, 6:4        |
| 3.  | 14. Juli 2024      | Salzburg | Sand          | Kyrian Jacquet    | 6:4, 6:2        |
| 4.  | 29. September 2024 | Lissabon | Sand          | Raphaël Collignon | 6:3, 6:73, 6:3  |